# SN 2011fu
SN 2011fu – supernowa typu II odkryta 21 września 2011 roku w galaktyce UGC 1626. W momencie odkrycia miała maksymalną jasność 15,80m.